# MVP Qing ren
MVP Qing ren (cinese tradizionale: MVP情人; titolo internazionale: My MVP Valentine) è un teen drama taiwanese (vedi anche Drama taiwanese) del 2002 basato vagamente su due serie manga giapponesi, Slam Dunk e MVP wa Yuzurenai! (MVPは譲れない). Vi ha recitato il già campione di basket della Cina Taipei Johnny Yan, che ha partecipato al FIBA Asia Championship del 2003. La serie ha ottenuto grande successo sia nella Cina continentale che in tutto il Sudest asiatico, portando al successo gli attori protagonisti Angela Zhang, Chen Chiao-en e i 5566, boy band i cui cinque membri hanno recitato insieme per la prima volta proprio in questo drama.

## Trama
Poco prima del campionato nazionale di basket delle scuole superiori, Duan Chenfeng colpisce accidentalmente una ragazza, che rimane paralizzata. Questa ragazza, Angel, è la sorella del suo acerrimo nemico sportivo, Iceman. Grazie all'assenza di Iceman, Duan Chenfeng vince il premio MVP, ma è sopraffatto dai sensi di colpa. Gradualmente lascia sia la scuola che gli allenamenti di basket per prendersi cura di Angel, spezzando però il cuore alla sua innamorata fidanzata Xiao Xi. Presto Angel sviluppa dei sentimenti verso Duan Chenfeng, e si scopre che in realtà ha un carattere molto calcolatore; nel frattempo, l'affascinante Prince si impegna per conquistare il cuore di Xiao Xi. Ma le competizioni non sono finite, in quanto Xiao Xi mette su una squadra di basket della propria scuola, ed è determinata a trasformarla da oggetto di scherno a formazione rispettabile.

## Cast
- Angela Zhang (張韶涵): Xiao Xi (田羽希)
- Johnny Yan (顏行書): Duan Chenfeng (段臣風)
- Tony Sun (孫協志): Prince (劉驊)
- Lin Li-Wen (林立雯): Angel (明涓)
- David Chen (陳宇凡): Iceman (明安)
- Li Hsing-Wen (李興文): allenatore Dong (董奇深)
- Gao Tien-Chi (高天騏): Gao Xing (高興)
- Chen Chiao-en (陳喬恩): Barbie (方亦雪)
- Jason Hsu (許孟哲): DJ (夏智原)
- Zax Wang (王仁甫): Killer (康勇)
- Sam Wang (王紹偉): Wang Shaowei (se stesso)
- Lu Jien-Yu (陸建宇): Black Bear (魏承寬)
- Yen Yun-Hao (顏允浩): Frog (吕延基)
- Hsia Jing-Ting (夏靖庭): preside Tian (田慶中)
- Chen Kuan-Lun (陳冠綸): Qiang Qiang (董强)
- Yang Jie-Mei (楊洁玫): Fan Chunyi (范春儀)

## Colonna sonora
La colonna sonora ufficiale My MVP Valentine OST è stata pubblicata in due CD, distribuiti dalla casa discografica Avex Trax-Taiwan. Il primo disco contiene quattro canzoni dei 5566, i cui membri compongono il cast principale, mentre il secondo disco è una raccolta di varie canzoni J-pop e K-pop utilizzate nella serie.
- Wu Suo Wei (無所謂, Non importa) - 5566
- Wo Nan Guo (我難過, Sono triste) - 5566
- Tiao Bo (挑撥, Istigazione) - 5566
- Zen Yang (怎樣, Che succede) - 5566
- Break! Go! - DA PUMP
- So Tell Me - Heartsdales
- Tangerine Dream - Do As Infinity
- FAT FREE - Hitomi
- BOY MEETS GIRL - TRF (DJ KOO Remix)
- Gamble Rumble - m.o.v.e.
- SEVEN - Mariko Ide
- The Shining - K Dub Shine
- Perfect Man - Shinhwa
- Shout - Shinhwa
- Sea Of Love - Fly to the Sky
- No.1 - BoA
- Neul... (늘..., Aspettando...) - BoA

Alcune canzoni sono state utilizzate nel drama, ma non compaiono nella colonna sonora ufficiale:
- I will - Namie Amuro
- Injury - HAL
- Dearest - Ayumi Hamasaki
- Every Heart - BoA